# Мат ервејз
Мат ервејз је македонска авио-компанија са седиштем у Скопљу. У власништву је српске компаније Метрополитан инвестмент груп. Чвориште авио-компаније се налази на аеродрому Никола Тесла у Београду.

## Историјат
На аукцији која је одржана 5. новембра 2009. године, изнајмљен је бивши авион бивше македонске авио-компаније, MAT Македонски авио транспорт, која је током 2009. године банкротирала. Дана 15. јуна 2010. године, добила је дозволу за летење од Агенције за цивилно ваздухопловство Северне Македоније.
Дана 5. јула 2010. године, у сарадњу са Кон тики травел с којом сарађује за обављање чартер летове, Мат ервејз, под кодом српске авио-компаније Авиогенекс, обавља свој први лет из Београда за Крф.

## Одредиште
Од новембра 2010. године, Мат ервејз тренутно лети до следеће дестинације:
- Македонија
  - Охрид (Аеродром Охрид) - Чвориште
  - Скопље (Аеродром Скопље) - Чвориште
- Србија
  - Београд (Аеродром Никола Тесла Београд) - Чвориште

### Чартер
- Египат
  - Каиро (Аеродром Каиро)
  - Хургада (Аеродром Хургада)
  - Шарм ел Шеик (Аеродром Шарм ел Шеик)
- Грчка
  - Закинтос (Аеродром Закинтос)
  - Ираклион (Аеродром Ираклион)
  - Кефалонија (Аеродром Кефалонија)
  - Крф (Аеродром Крф)
  - Родос (Аеродром Родос)
  - Скијатос (Аеродром Скијатос)
- Италија
  - Катанија (Аеродром Катанија)
  - Напуљ (Аеродром Напуљ)
- Тунис
  - Монастир (Аеродром Монастир)
- Турска
  - Анталија (Аеродром Анталија)
  - Бодрум (Аеродром Бодрум)
  - Даламан (Аеродром Даламан)
- Шпанија
  - Барселона (Аеродром Ел Прат)
  - Палма де Мајорка (Аеродром Палма де Мајорка)

## Флота
Од новембра 2010. године, Мат ервејз у флоти има следеће ваздухоплове:
| Тип           | Укупно | Пословна Класа | Економска Класа | Тотал Седишта | Регистрације | Белешка |
| ------------- | ------ | -------------- | --------------- | ------------- | ------------ | ------- |
| Боинг 737-500 | 1      | -              | 120             | 120           | Z3-AAM       |         |

## Видите још
- Авиогенекс